# Inmigración árabe en Ecuador
La inmigración árabe en Ecuador es un proceso demográfico sufrido por Ecuador durante el siglo XIX y el siglo XX, supone la entrada de inmigrantes árabes provenientes principalmente de Líbano, estos se asentaron sobre todo en Guayaquil, Manta, Quito, Ibarra y Cuenca, aunque se hallan dispersos por todo el país principalmente en la costa ecuatoriana.

## Historia y sus orígenes
Existen números importantes de ecuatorianos de ascendencia árabe, la mayoría de origen libanés, seguido de sirios y en menor medida palestinos. Son descendientes de aquellos inmigrantes que se asentaron en el país a fines del siglo XIX e inicios del siglo XX. La gran mayoría como hoy en día eran católicos que salieron de sus países por la situación económica y razones religiosas. Comenzaron como comerciantes ambulantes para luego progresar y ser hoy en día importantes líderes económicos y políticos del país. Aunque entre algunos de ellos existe una autoidentificación étnica separada (especialmente en la primera generación), la mayoría se casó con blancos y/o mestizos. Sus descendientes por lo general no hablan árabe, pero conservan muchas tradiciones, tales como la comida y los bailes típicos de la región.

## Actualidad
Los árabes que llegaron al Ecuador, por todo contrario a lo que se cree no son judíos, ni musulmanes, sino que son católicos, incluso la santa Narcisa de Jesús, tercera santa ecuatoriana era de ascendencia árabe. Hoy por hoy figuras destacadas del Ecuador como el exalcalde de Guayaquil Jaime Nebot, varias Miss Ecuador y políticos de renombre son de enormes genotipos árabes, la población ecuatoriana árabe total son cerca de 37.000 habitantes, sin embargo durante el siglo pasado los censos lograron juntar la suma de 50.000 los árabes residentes en Ecuador, mientras que los descendientes de árabes ascienden a los 82.907 en la costa y otros 68.000 en la sierra. Las ciudades que concentran a esta población descendiente son principalmente:
COSTA
- Guayaquil: un poco más de 45.000 árabes nacionalizados o descendientes, es la tercera mayor concentración medioriental en Ecuador y el norte de Sudamérica después de Colombia y Venezuela.
- Manta: recepta a cerca de 15.000 árabes o descendientes que se han ocupado de la hotelería, el turismo y la política.
- Salinas: la población total es de 12.907 árabes y sus familiares oriundos del Ecuador.
- Machala: recepta a cerca de 10.000 árabes con sus descendientes directos, la mayoría de los cuales son influyentes en la ciudad.

SIERRA
- Quito: son el segundo grupo de árabes por número ya que suman cerca de 35.000 que son grandes empresarios, políticos y comerciantes.
- Cuenca: son inmigrantes guayaquileños que se alejaron durante saqueadas y golpes portuarios hacia la ciudad, donde hoy constituyen cerca de 9.000 condescendientes.
- Ambato: es la segunda ciudad de la sierra con más número de esto, cerca de 15.000 residentes, dedicados al comercio y las finanzas.
- Ibarra: son un poco menos reconocidos ya que al contrario de otras ciudades ecuatorianas en Ibarra abundan más españoles, pero son más de 5.000 los actuales residentes.
- Loja: conforman un número cercano a los 4.000, son personajes como políticos, deportistas y diplomados de la ciudad.

En Quito y Guayaquil se encuentran sedes de Alianzas Árabes (Libanesas, jordanas y palestinas) y de centros culturales ligados a esta cultura, muchos de ellos tienen gran acogida en la población de sus alrededores.
Actualmente hay 700 musulmanes en el Ecuador.

## Cultura árabe en Ecuador
El Mundo árabe ha significado una gran puerta de cultura al Ecuador, muchas tradiciones como leyendas, cuentos y arte pictórico constituyen un sello reclamable de muchos pueblos ecuatorianos; la influencia en la política de parte de esta población ha dado siempre el empuje ideológico de derecha al país. Los toros aunque son tradición española, en la ciudad de Guayaquil se lo celebra a lo árabe.

## Políticos ecuatorianos más renombrados de origen árabe
- Julio Teodoro Salem
- Assad Bucaram Elmhalin
- Jamil Mahuad
- Abdalá Bucaram
- Pedro Saad Niyaim
- Alberto Dahik Garzozi
- Jaime Nebot Saadi